# Proeutropiichthys taakree
Proeutropiichthys taakree är en fiskart som först beskrevs av Sykes, 1839.  Proeutropiichthys taakree ingår i släktet Proeutropiichthys och familjen Schilbeidae. IUCN kategoriserar arten globalt som livskraftig.

## Underarter
Arten delas in i följande underarter:
- P. t. taakree
- P. t. macropthalmos